# Кордайський сільський округ
Корда́йський сільський округ (каз. Қордай ауылдық округі, рос. Кордайский сельский округ) — адміністративна одиниця у складі Кордайського району Жамбильської області Казахстану. Адміністративний центр та єдиний населений пункт — село Кордай.
Населення — 38012 осіб (2021; 27443 у 2009, 24854 у 1999, 26203 у 1989).
Станом на 1989 рік існували Георгієвська сільська рада (частина села Георгієвка, село Красний Партизан) та Заводська сільська рада (частина села Георгієвка, селища Цемзавод, Чумиш). До 1997 року усі населені пункти обох сільрад увійшли до складу села Кордай.

## Склад
До складу округу входять такі населені пункти:
| Населений пункт          | Старі назви | Населення, осіб (1989) | Населення, осіб (1999) | Населення, осіб (2009) | Населення, осіб (2021) |
| ------------------------ | ----------- | ---------------------- | ---------------------- | ---------------------- | ---------------------- |
| Кордай, село             | Георгієвка  | 23345                  | 24854                  | 27443                  | 38012                  |
| --Красний Партизан, село | -           | 2085                   | 0                      | -                      | -                      |
| --Цемзавод, село         | -           | 585                    | 0                      | -                      | -                      |
| --Чумиш, село            | -           | 188                    | 0                      | -                      | -                      |